# Симашов, Григорий Николаевич
Григорий Николаевич Симашов (10 января 1929, Бурукшун, Северо-Кавказский край — 6 марта 1994, Ростов-на-Дону) — старший чабан совхоза «Красный чабан» Зимовниковского района Ростовской области. Лауреат Государственной премии СССР (1976).

## Биография
Родился 10 января 1929 года в селе Бурукшун Северо-Кавказского края (ныне — Ипатовский район, Ставропольский край, Россия) в крестьянской семье.
В начале 30-х годов с родителями переехал в хутор Глубокий Калмыцкого района. Окончил начальную школу в хуторе Глубокий. В годы Великой Отечественной войны жил на хуторе Глубокий. Работал подпаском в чабанской бригаде отца. В 1946 году поступил в ремесленное училище в городе Батайск.
В 1949 году получил специальность плотник-бетонщик и поступил на работу в «Мостопоезд № 405». С 1949 по 1959 годы работал на строительстве железнодорожных мостов бетонщиком, клепальщиком в Волгоградской области, на Урале, Пермском крае. В 1959 году вернулся в хутор Глубокий и до 1965 года работал плотником в совхозе «Красный чабан» Зимовниковского района. В 1965 году был назначен старшим чабаном совхоза «Красный чабан».
14 февраля 1975 года Григорий Симашов был награждён орденом Трудовой Славы III степени.
23 декабря 1976 года Симашов был награждён орденом Трудовой Славы II степени.
В 1976 году «за значительное увеличение производства высококачественной продукции животноводства и внедрение прогрессивной технологии её переработки» Симашову Г. Н. присвоено звание лауреата Государственной премии СССР. Продолжал трудиться в совхозе «Красный чабан» до 1983 года. С 1983 по 1994 год жил в городе Ростове-на-Дону. Умер 6 марта 1994 года. Похоронен в г. Ростове-на-Дону.

## Награды и звания
- орден Ленина
- орден Трудовой Славы III степени (1975)
- орден Трудовой Славы II степени (1976)
- лауреат Государственной премии СССР (1976)